# Peder Als
Peder Als (Koppenhága, 1725. május 16. – Koppenhága, 1776. július 8.) dán festő. Ő volt az első jelentős dán festő, aki elsajátította a neoklasszicizmus irányzatát.

## Élete
Koppenhágában született 1725-ben. Carl Gustaf Pilo svéd festő tanítványa volt, stílusa jelentősen befolyásolta munkáit. 1743-ban eladta egy festményét Dánia királyának, s ezzel felhívta magára a szakma figyelmét.
A Dán Királyi Művészeti Akadémián tanult, ahol elismerést szerzett a Dannebrog-rend lovagjait ábrázoló festménysorozatával. 1755-ben elnyerte az akadémia aranymedálját, ezt követően pedig 1752-től 1756-ig Rómába és Párizsba utazott. Rómában Anton Raphael Mengs iskolájában tanult, aki szintén komoly hatást gyakorolt művészetére. Rómában idejét nagyrészt Raffaello Sanzio és Andrea del Sarto munkáinak pontos másolásával töltötte. Szintén készített Correggio- és Tiziano Vecellio-másolatokat.
Dániába visszatérését követően folytatta a festést, azonban festményeinek színvilágát kritikák érték. 1764-ben a Képzőművészeti Akadémia tagja, 1766-ban pedig professzora lett. 1775-ben érte a halál szülővárosában. 
Az olajfestés mellett pasztellben is dolgozott, és több miniatúrát is készített.

## Galéria

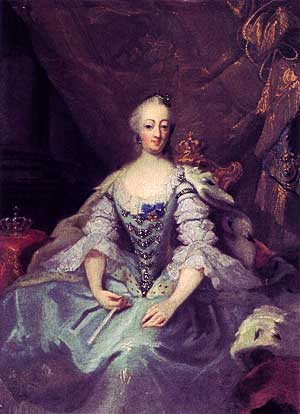
Zsófia Magdolna dán királyi hercegnő
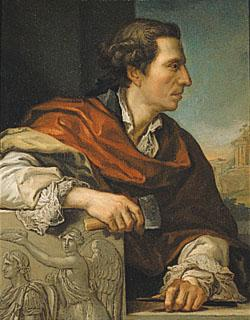
Johannes Wiedewelt, 1766
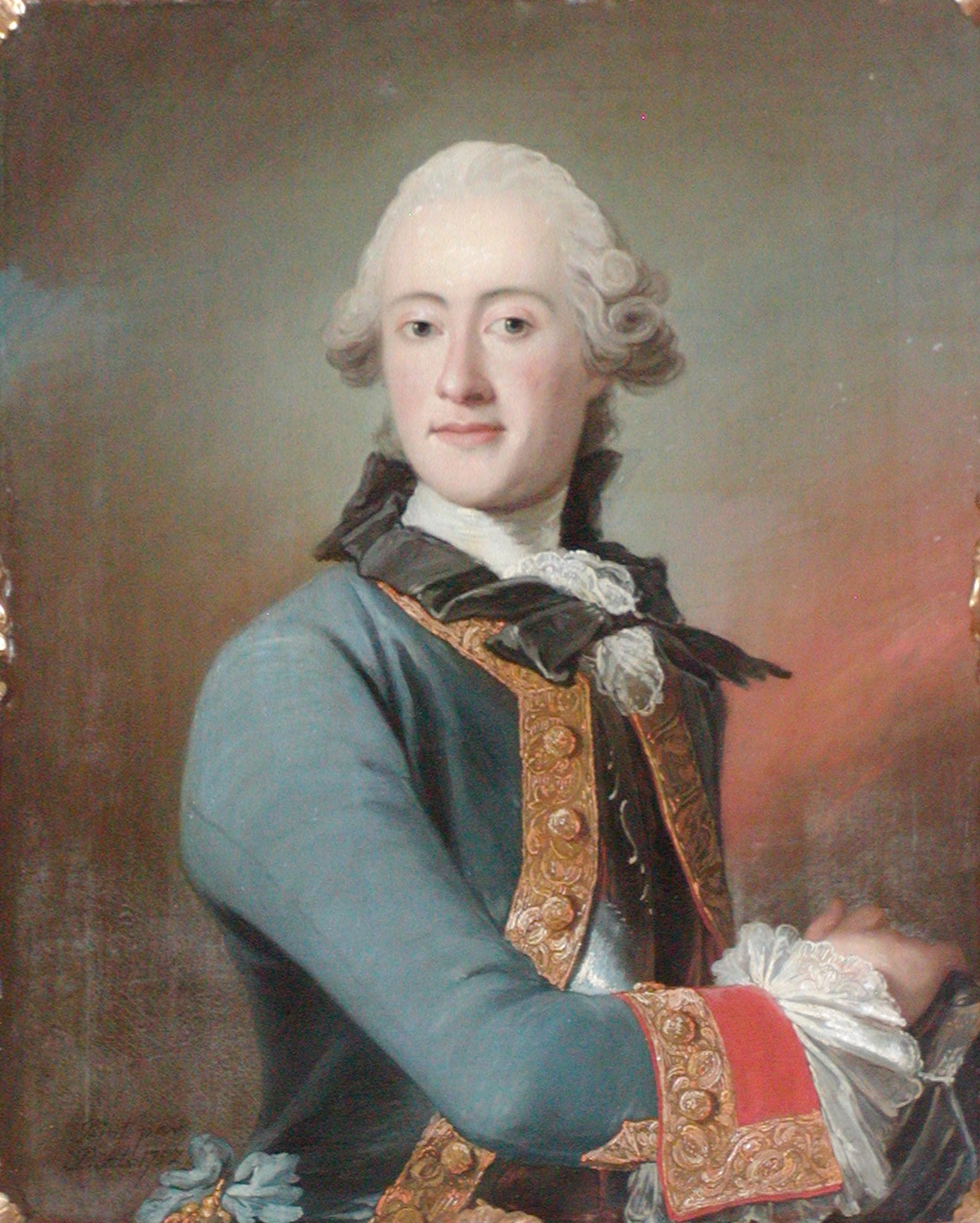
Frederik Christian Kaas
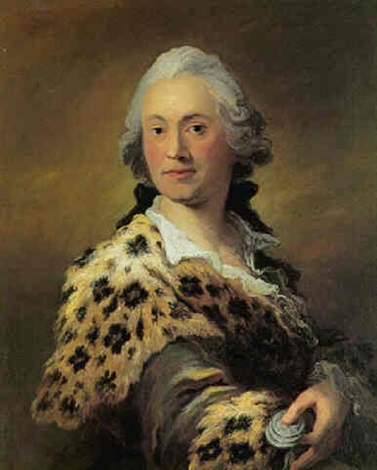
Peter Christian Winsløw

## Fordítás
- Ez a szócikk részben vagy egészben  a   Peder Als című angol Wikipédia-szócikk ezen változatának fordításán alapul.  Az eredeti cikk szerkesztőit annak laptörténete sorolja fel. Ez a jelzés csupán a megfogalmazás eredetét és a szerzői jogokat jelzi, nem szolgál a cikkben szereplő információk forrásmegjelöléseként.